# Formatie van Baarlo
De Formatie van Baarlo is een geologische formatie in de diepe ondergrond van Nederland. De formatie komt uit het Late Carboon (Silesien) en behoort tot de Caumer Subgroep van de Limburg Groep. Ze bevindt zich in grote delen van Nederland op 2 tot 3 kilometer diepte in de ondergrond en komt nergens aan het oppervlak. De formatie is genoemd naar het dorp Baarlo in de Limburgse Peelstreek.

## Beschrijving en afzettingsmilieu
De Formatie van Baarlo bestaat uit een cyclische afwisseling van lagen grijze, bruinige of zwarte kleisteen met grijze siltsteen tot fijnkorrelige zandsteen. Deze afwisselingscycli zijn 20 tot 300 meter dik en worden gekenmerkt door omgekeerde gegradeerde gelaagdheid ("coarsening upward"). Aan de basis van elke cyclus ligt kleisteen, die vaak mariene of brakwater-fossielen bevat. Aan de top van elke cyclus komen zandsteenlagen voor, die plaatselijk ook grotere korrels kunnen bevatten (grof zand tot conglomeraat). 
Deze cycli zijn cyclothemen - ze ontstonden door astronomische parameters veroorzaakte ritmische schommelingen in het zeeniveau. In tijden met een hogere zeespiegel bewoog de kustlijn landinwaarts. Er werden kustnabije sedimenten afgezet in de vorm van kleiige lagen. Deze hebben afzettingsmilieus als estuaria of ondiep zeewater. Tijden met een lagere zeespiegel zagen regressie van de kustlijn en de invloed van rivieren. In zulke tijden was het afzettingsgebied een rivierdelta of kustvlakte, waar rivieren fijne zandlagen afzetten.
De Formatie van Baarlo bevat ook steenkoollagen, deze komen voornamelijk voor aan de top van de cycli. Ze werden gevormd in een moerassige omgeving, op momenten dat zich op de afzettingsplaats geen rivierloop bevond.

## Stratigrafie
De Formatie van Baarlo bereikt zelden een dikte van meer dan 800 meter. Ze behoort tot het bovenste Bashkirien of onderste Westfalien A. Daarmee is de ouderdom rond de 317-315 miljoen jaar.
Onder de Formatie van Baarlo bevindt zich de Formatie van Epen, die eveneens uit het Late Carboon afkomstig is, en ook tot de Limburg Groep wordt gerekend. De Formatie van Baarlo wordt afgedekt door de Formatie van Ruurlo.
Lateraal kan de Formatie van Baarlo worden gecorreleerd met de Formatie van Châtelet in België, de Westoe Coal Formation in Engeland en de Bochum-Formation en Witten-Formation in het noordwesten van Duitsland.